# Тайске Окуно
Тайске Окуно (奥野泰舗) народився 1 березня 1977 р. - японський боєць змішаних єдиноборств що виступав у легкій, напівсередній та середній вагових категоріях. Професійно виступає з 2005 коли йому було вже 28, змагався  на World Victory Road, Pancrase, та Shooto. Хоча баланс між перемогами Окуно приблизно рівний: загалом 27 боїв, 13 перемог і 12 поразок (також 2 нічиїх), 10 перемог Окуно отримано нокаутом і 10 поразок рішенням. Вважається одним з найкращих японських нокаутерів завдяки перемогам над такими бійцями як Рьо Чоннен, Акіхіро Гоно та Нік Томпсон і лише однією поразкою технічним нокаутом.

## Змішані бойові мистецтва

### Shooto
Дебютував 4 липня 2005 на Shooto - Shooter's Summer проти Цунейоші Ашікави у якого виграв технічним нокаутом у 2 раунді.
Здобувши ще дві перемоги (одна з яких над бразильцем Матеусом Іріе Нечіо) вперше програв рішенням співвітчизнику Масаакі Конісі.
Маючи в арсеналі 5 перемог нокаутом вперше отримав перемогу рішенням над Йоічіро Сато.

### Sengoku
22 серпня 2002 вступив в гранпрі SRC - Sengoku Raiden Championship у 14 випуску якого нокаутував авторитетного американця Ніка Томпсона (3 раунд). Проте 30 жовтня на SRC - Sengoku Raiden Championship у півфіналі програв представнику Швейцарії, японсько-перуанському метису Ясубею Еномото.

### SRC - Soul of Fight
На цьому промоушені зустрівся з Рьо Чонненом який раніше здобув легендарну дострокову перемагу над Андерсоном Сільвою. Чоннен був нокаутований на 19 секунді першого раунду одним ударом.

### Deep та Pancrase
26 квітня 2013 на Deep - 62 Impact нокаутував Акіхіро Гоно. Після цього бою Окуно став отримувати в основному поразки. У наступному бою на Deep - 66 Impact вперше програв технічним нокаутом японцю Юта Ватанабе з ініціативи кутових.
У 2018 змінюючи вагові категорії завершив кар'єру.